# 西野勝明
西野 勝明（にしの かつあき、（1952年3月 - ）は、日本の地方自治体職員、行政学者、経済学者（地域経済学・産業構造論・公共経営論）。静岡県立大学名誉教授。学位は修士（国際開発研究）（政策研究大学院大学・2002年）。

## 略歴
1975年、東北大学法学部卒業。静岡県庁入庁。1979年、通商産業省出向。1998年、静岡総合研究機構主席研究員。2002年、政策研究大学院大学大学院政策研究科修了。同年、静岡総合研究機構研究部部長。2008年、静岡県立大学経営情報学部・大学院経営情報学研究科教授。2011年、静岡県立大学大学院経営情報イノベーション研究科教授。2012年、静岡県立大学グローバル地域センター研究員。2017年、静岡県立大学定年退職。静岡県立大学経営情報学部特任教授。同大学院経営情報イノベーション研究科特任教授。2023年、同名誉教授。

### 地方自治体職員
大学卒業後、静岡県職員として採用され、静岡県庁に入庁。静岡県庁の商工労働部中小企業課に配属され、企画調査課、財政課など、商工、財政分野にてキャリアを積んだ。一時、通商産業省に出向、産業政策局産業構造課。静岡県の北米駐在員。その後、静岡県庁の地域振興室や秘書課、企画課にて勤務。

### 研究者
1998年より静岡総合研究機構に転じ、主席研究員として研究活動に従事した。その後、静岡総合研究機構の研究部にて部長に就任。この間、政策研究大学院大学大学院政策研究科政策専攻を修了。その後、静岡県立大学に転じ、経営情報学部経営情報学科の教授に就任。2012年に静岡総合研究機構の機能が静岡県立大学に継承・統合されたことにともない、新たにグローバル地域センターが発足すると、研究員を兼務。2017年3月31日、定年により静岡県立大学の教授を退いた。同年4月1日からは、静岡県立大学に再雇用され、経営情報学部の特任教授として教鞭を執った。
静岡総合研究機構時代は静岡県庁の企画部理事、静岡県立大学時代は静岡県庁の県民部理事も併任しており、静岡県の幹部職員の一人である。

## 著作

### 寄稿
- 静岡総合研究機構編『静岡発アジア経済危機の教訓――世界・市場経済化の未来は?』、静岡新聞社、1999年。ISBN 4783812845
- 静岡総合研究機構編著『静岡県・起業家を生み出す風土』、静岡新聞社、1999年。ISBN

4783813760
- 静岡総合研究機構編『静岡県を支える企業群』、静岡新聞社、2004年。ISBN 4783823030
- 静岡総合研究機構編『静岡県を支える企業群2』、静岡新聞社、2006年。ISBN 478382312X
- 竹内宏・村松岐夫・渡辺利夫編『徹底検証東アジア』勁草書房、2006年。ISBN 432630166X